# UZO-4
UZO-4 (urządzenie sprzężenia maszyny cyfrowej z obiektem przemysłowym) – specjalizowany kanał wejścia-wyjścia minikomputera MKJ-25. UZO-4 powstało w Zakładzie Automatyzacji Powierzchniowej w latach 1971-1972, a jego pomysłodawcą był dr inż. Jerzy Pilch-Kowalczyk (wtedy magister). Pierwsze wdrożenie urządzenia miało miejsce w kopalni SIERSZA w grudniu 1973.

## Przeznaczenie urządzenia
UZO-4 było przeznaczone do pracy w systemie kompleksowej automatyzacji typu S. Urządzenie służyło do sprzęgnięcia minikomputera MKJ-25 z obiektem przemysłowym typu kopalnia głębinowa węgla kamiennego. UZO-4 umożliwiało pobieranie sygnałów (dwustanowych i analogowych) charakteryzujących stan obiektu oraz wysyłanie do obiektu sygnałów sterujących (dwustanowych i analogowych), pozwalających realizować funkcję celu działania kopalni tzn. maksymalizacji wielkości produkcji (wydobycia węgla) przy zachowaniu bezpiecznych warunków pracy załóg górniczych, w warunkach występowania zakłóceń technologicznych i zagrożeń naturalnych (gazowych, wodnych, pożarowych, tąpań). 

## Budowa urządzenia
UZO-4 składało się z bloku komunikacji (12000A, 12000B), bloku pulpitu manipulacyjnego (12001) oraz zestawu standardowych kart interfejsu, umieszczonych w kasecie/kasetach standardu mechanicznego CAMAC.
Blok komunikacji przekształcał sygnały wewnętrznej magistrali urządzenia na system sygnałów minikomputera MKJ-25 obejmujący:
- 16 bitów magistrali danych wejściowych
- 16 bitów magistrali danych wyjściowych
- 6 bitów magistrali adresowej
- 4 przerwania priorytetowe
- 5 sygnałów obsługi przerwań priorytetowych
- 4 sygnały obsługi (start, gotów, zajętość, zerowanie)

Blok komunikacji umożliwiał pobieranie danych z oraz wysyłanie danych do wybranej, standardowej karty interfejsu. Komunikacja ta mogła odbywać się programowo lub z wykorzystaniem przerwań priorytetowych. W drugim przypadku blok komunikacji prowadził selekcję przerwań priorytetowych, generowanych przez standardowe karty interfejsu, na 4 poziomach przerwań priorytetowych. Poziom pierwszy zarezerwowany był dla przerwań kwitujących operacje wejściowo-wyjściowe zainicjowane przez minikomputer. Poziom drugi służył do zliczania, w komórkach pamięci operacyjnej minikomputera, impulsów przychodzących z obiektu. Poziomy trzeci i czwarty przeznaczone były do wywoływania podprogramów użytkowych. Hierarchia obsługi na poszczególnych poziomach przerwań priorytetowych wyznaczana była przez okablowanie kasety/kaset urządzenia UZO-4. 
UZO-4, zaprojektowano z przeznaczeniem do MKJ-25, ale łatwo można było dostosować urządzenie do dowolnego minikomputera przez wymianę bloku komunikacji. Standardowa karta interfejsu przekształcała sygnały wewnętrznej magistrali urządzenia na sygnały wejścia i wyjścia obiektu. Asortyment standardowych kart interfejsu był stały i niezmienny, niezależnie od typu użytego minikomputera.

## Asortyment standardowych kart interfejsu
- 12500	zegar cyfrowy realizował pomiar czasu astronomicznego oraz generował przerwania o stałym i programowalnym interwale
- 12510	wejścia dwustanowe (TTL)
- 12512	wejścia dwustanowe (stykowe)
- 12520	wejścia dwustanowe przerywające (zbocze narastające i opadające)
- 12521	wejścia dwustanowe przerywające (zbocze narastające lub opadające)
- 12530	wejścia analogowe
- 12531	wejścia analogowe z detekcją progu
- 12540	komunikacja z zewnętrznymi klawiaturami
- 12542	sterowanie telegrafią wielokrotną
- 12550	wyjścia dwustanowe (stykowe)
- 12551	wyjścia dwustanowe (bezstykowe)
- 12560	wyjścia dwustanowe, sterujące z akceptacją
- 12570	wyjścia analogowe prądowe
- 12571	wyjścia analogowe napięciowe

## Dane techniczne
- czas transferu 16-bitowego słowa 0,5 µs
- czas identyfikacji przerwania 1 µs
- transmisja danych równoległa po dwóch jednokierunkowych magistralach
- 16-bitowe słowo
- 4 poziomy przerwań priorytetowych z niezależną selekcją zgłoszenia na każdym poziomie
- pojemność maksymalnie 22 standardowe karty interfejsu (wersja 1-kasetowa) i 46 (wersja 2-kasetowa)
- standard konstrukcyjny CAMAC